# Literarischer Salon

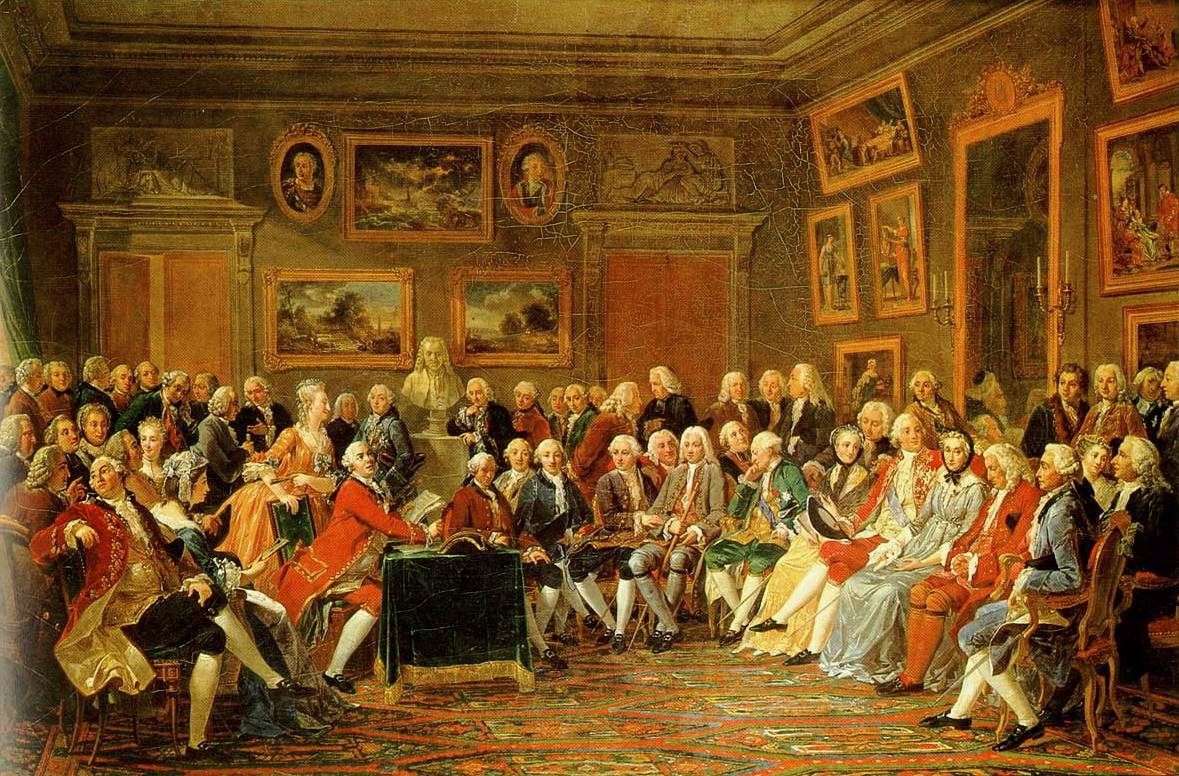
Der literarische Salon von Madame Geoffrin (1755)

Ein literarischer Salon war ein zumeist privater gesellschaftlicher Treffpunkt für Diskussionen, Lesungen oder musikalische Veranstaltungen vom 17. bis zum 20. Jahrhundert. Neben literarischen und sonstigen künstlerischen Salons gab es auch politische (Spitzemberg, Treuberg) und wissenschaftliche (Helmholtz) Salons. Träger waren unter anderem einzelne Mäzene oder auch Vereine. Vor allem wohlhabende gebildete Frauen, oft adeliger Herkunft, betätigten sich als Gastgeberinnen und wurden in dieser Eigenschaft Salonnière genannt.

## Geschichte
Vorläufer der frühneuzeitlichen Salons können in den Musenhöfen des Mittelalters und der Renaissancezeit gesehen werden. Beispiele sind die Höfe der Eleonore von Aquitanien, des Kaisers Friedrich II. oder der Isabella d’Este. Die kleineren italienischen Höfe der Zeit des Renaissance-Humanismus förderten Literatur und bildende Kunst sowie das Gespräch darüber, etwa die Höfe der Gonzaga in Mantua, der Este in Ferrara, des Federico da Montefeltro in Urbino und der Medici in Florenz. Auch in den Machtzentren Europas wurden Kunst und Kultur in den Dienst von Politik und Herrschaftsausübung gestellt, etwa durch Kaiser Maximilian I. oder Franz I. von Frankreich.
Der französische Adel zog nach der Etablierung des Absolutismus im 17. Jahrhundert von seinen ländlichen Herrschaftsdomänen in den Bannkreis des Königshofs nach Paris und Versailles, wo sich nach den Verrohungen der Hugenottenkriege eine stilbildende Salonkultur als zivilisatorische Gegenbewegung entwickelte. Die schöngeistigen Zirkel verstanden sich als Ausdruck einer neuen Geselligkeitskultur, die bei aller Formvollendung lockerer blieb als das strenge Hofzeremoniell. Architektur, Mode und Dekoration betonten Eleganz, das Benehmen der höfischen Gesellschaft Höflichkeit. Die ab Ende der 1650er Jahre aufgekommene sogenannte Preziosität galt als höchster, teils übersteigerter Ausdruck kultureller Verfeinerung.
In Paris entstanden zahlreiche Adelspalais (Hôtels particuliers), deren Raumfolge (Enfilade) den Einladungen zahlreicher Gäste entgegenkam. So entstanden im mittelalterlichen Marais prunkvolle neue Palais, ebenso wie im barocken Faubourg Saint-Germain (siehe: Hôtel particulier in Paris). Das wohlhabende Bürgertum schloss sich dieser Lebensform bald an. Die „Salons“ waren gesellige Veranstaltungen, bei denen zumeist das Kartenspiel um Geld im Mittelpunkt stand; sie nahmen oft den regelmäßigen Charakter eines Jour fixe an. Auch König Ludwig XIV. selbst lud allabendlich zu sogenannten «appartements» ein, einem geselligen Beisammensein im Grand Appartement von Schloss Versailles, an dem die wichtigsten Familienmitglieder und ausgesuchte Würdenträger teilnehmen durften. Es wurde musiziert, getanzt sowie gegessen und getrunken, beliebt bei den Höflingen war das Kartenspiel um (teils riesige Summen) Geld; der König selbst spielte auch gern Billard (siehe: Lever).
Manche Gastgeber, die sich besonders für Musik, Literatur oder Philosophie interessierten, zogen Musiker, Schriftsteller oder Gelehrte heran, um ihren Gästen eine anspruchsvollere Unterhaltung zu bieten. So entwickelte sich der „literarische Salon“, ebenso wie die Kammermusik. Die noch intimere ruelle („Kämmerlein“) bot vor allem Frauen einen Raum des Austauschs. Diese kulturell ausgerichteten Salons dienten dem freien Ideenaustausch, ungeachtet der Schranken von Klasse und Geschlecht, und förderten die Aufklärung. Philosophen wie Voltaire und Diderot verkehrten in den Pariser Salons und bereiteten dort den Boden für die Französische Revolution. Der durch sie bewirkte Bildersturm in der Zeit der Terrorherrschaft zerstörte dann zahlreiche Kunstwerke und Baudenkmäler. Doch in der bald folgenden Zeit des Directoire zeigte sich, dass die verfeinerte Kunstauffassung Frankreich nachhaltig geprägt hatte; Eleganz in Dekoration und Kleidermode sowie in den Umgangsformen, die von höfischer Etikette geprägt waren, erlebten mit dem napoleonischen Kaiserreich und dem Empirestil eine neue Blüte.
In Deutschland kam der literarische Salon ebenfalls im 18. Jahrhundert als Ort der Geselligkeit in Mode. Auch hier mischten sich Adel und Bildungsbürgertum. Der „Weimarer Musenhof“ ist ein besonders prominentes Beispiel für die Vermengung von adliger Hofgesellschaft mit bürgerlichen Schriftstellern und Künstlern. Aufgrund der herausragenden Werke der Weimarer Klassik wurde er seit Ende des 19. Jahrhunderts idealisiert. Berühmt wurden auch die Salons der Frühromantik, zum Beispiel der Jenaer Salon der Caroline Schelling und der Berliner Salon der Rahel Varnhagen. In der Zeit des Biedermeier waren sie Zeichen eines bürgerlichen Rückzugs ins Private. Diese Salons dienten oft der Förderung junger Talente in Literatur und Musik. Eine Art musikalisch-literarischer Salon waren die Treffen der Freunde um Franz Schubert im Wien der 1820er Jahre, die sogenannten „Schubertiaden“. Vor allem im 19. Jahrhundert bildeten sich unter Forschern und Gelehrten auch „wissenschaftliche Salons“, wie das physikalische Colloquium des Heinrich Gustav Magnus im Berliner Magnus-Haus. Auch Anna von Helmholtz führte einen Salon, in dem Gelehrte auf Künstler und Schriftsteller trafen. Die unterschiedlichen Salons im Paris des späten 19. Jahrhunderts, von exklusiven Adelssalons bis zu bourgeoisen Salons, ihre Pflege von Kunst und Musik sowie die Verhaltens- und Denkweisen ihrer Besucher beschreibt Marcel Proust sehr anschaulich in seiner Romanfolge Auf der Suche nach der verlorenen Zeit.
Nach dem Ersten Weltkrieg kamen die Salons aus der Mode oder gingen in einer mondänen Unterhaltungskultur auf. Relikte wie der jour fixe des Nicolaus Sombart bestanden aber bis ins 21. Jahrhundert. Auch führen private Kunstvereine die Tradition fort. Mit Formaten wie dem Kunstsalon Köln und dem internationalen Salonfestival wird das Engagement durch Lesungen, musikalische Veranstaltungen und Diskussionen in den privaten Häusern der Städte wiederbelebt. Öffentliche Einrichtungen sind die zahlreichen Literaturhäuser und Kunstakademien, wie die Berliner Akademie der Künste.

## Liste von Salons und Salonnières

### Dänisches Sprachgebiet
- Friederike Brun, Sophienholm bei Kopenhagen
- Kamma Rahbek, Bakkehuset in Frederiksberg
- Charlotte von Schimmelmann

### Deutscher Sprachraum
- Berlin
  - Elisa von Ahlefeldt
  - Edith Andreae
  - Bettina von Arnim
  - Gisela von Arnim
  - Bertha von Arnswaldt
  - Caroline Bardua
  - Maria Beccadelli di Bologna
  - Sophia Becker-Leber
  - Amalie Beer
  - Luise Begas-Parmentier

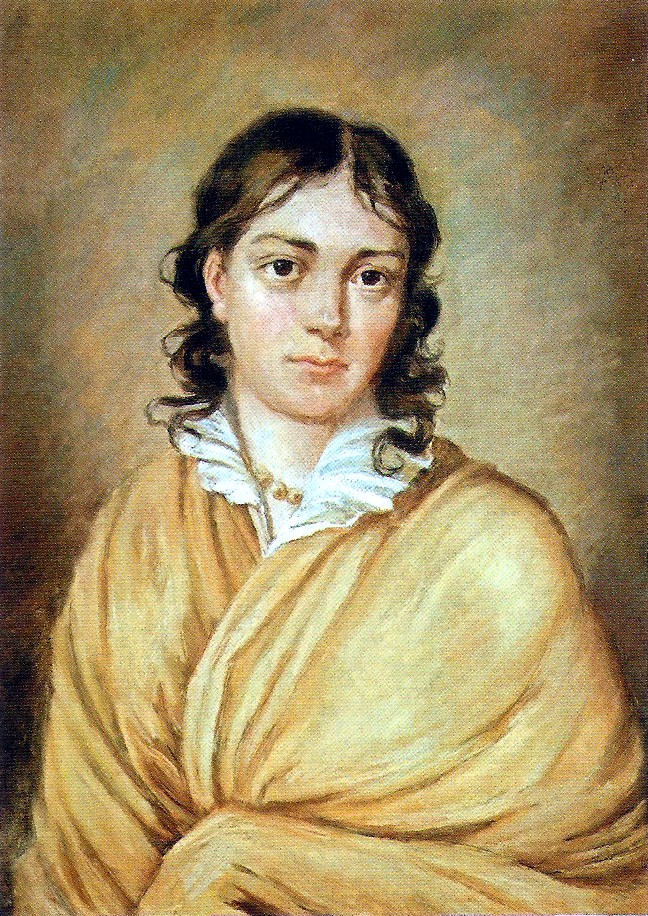
Bettina von Arnim

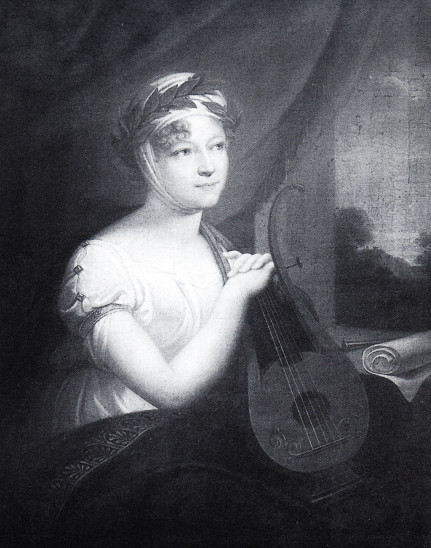
Ludwig Doell: Julie von Bechtolsheim, 1817

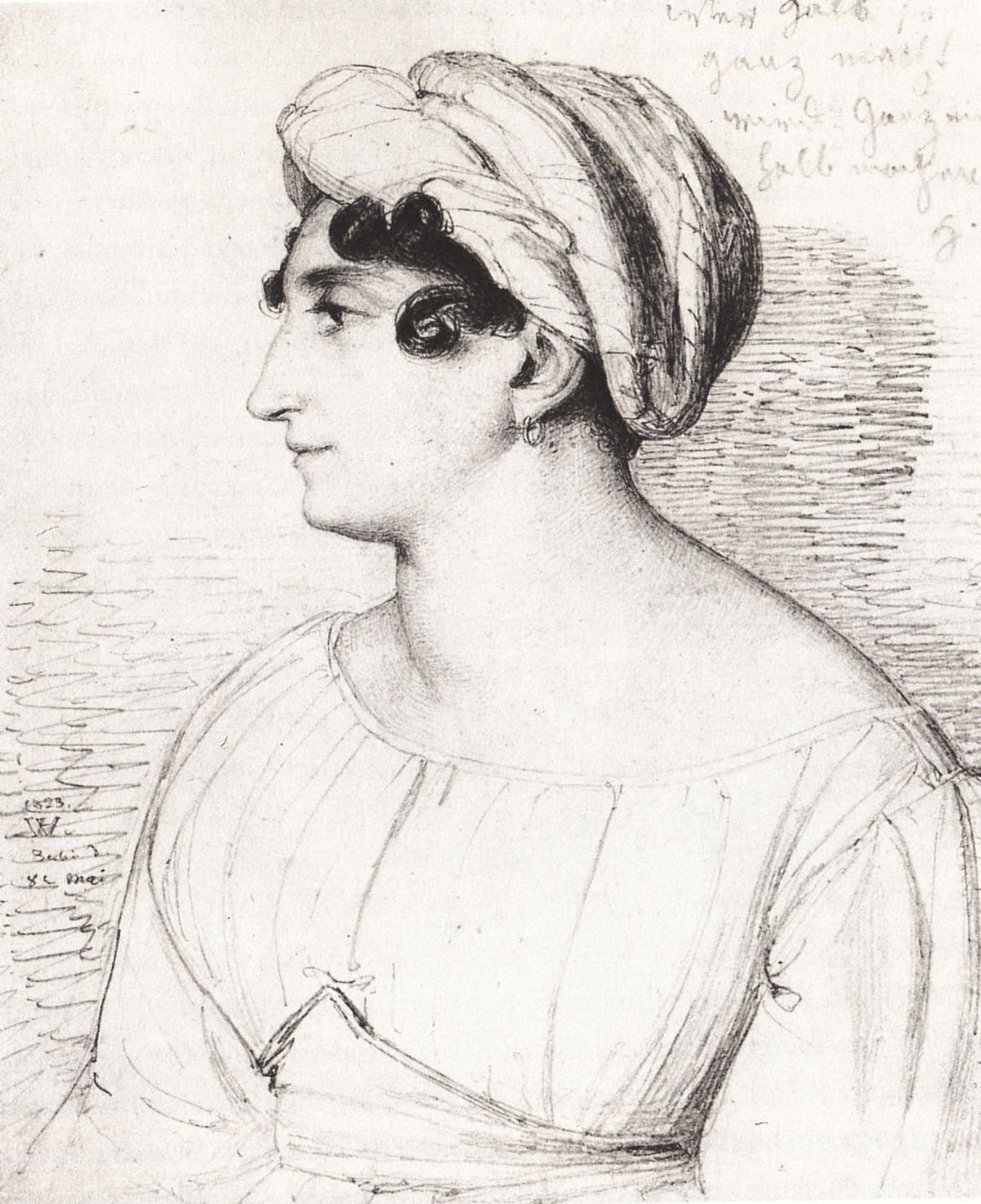
Henriette Herz, 1823

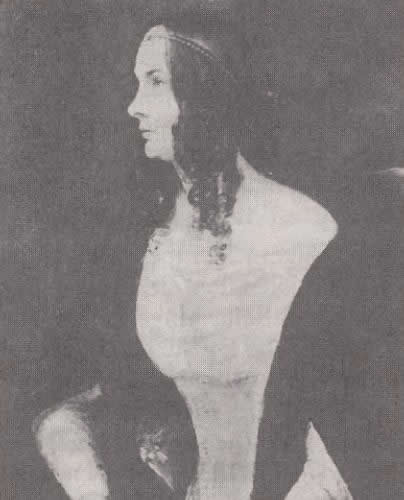
Elise Hohenhausen Ruediger

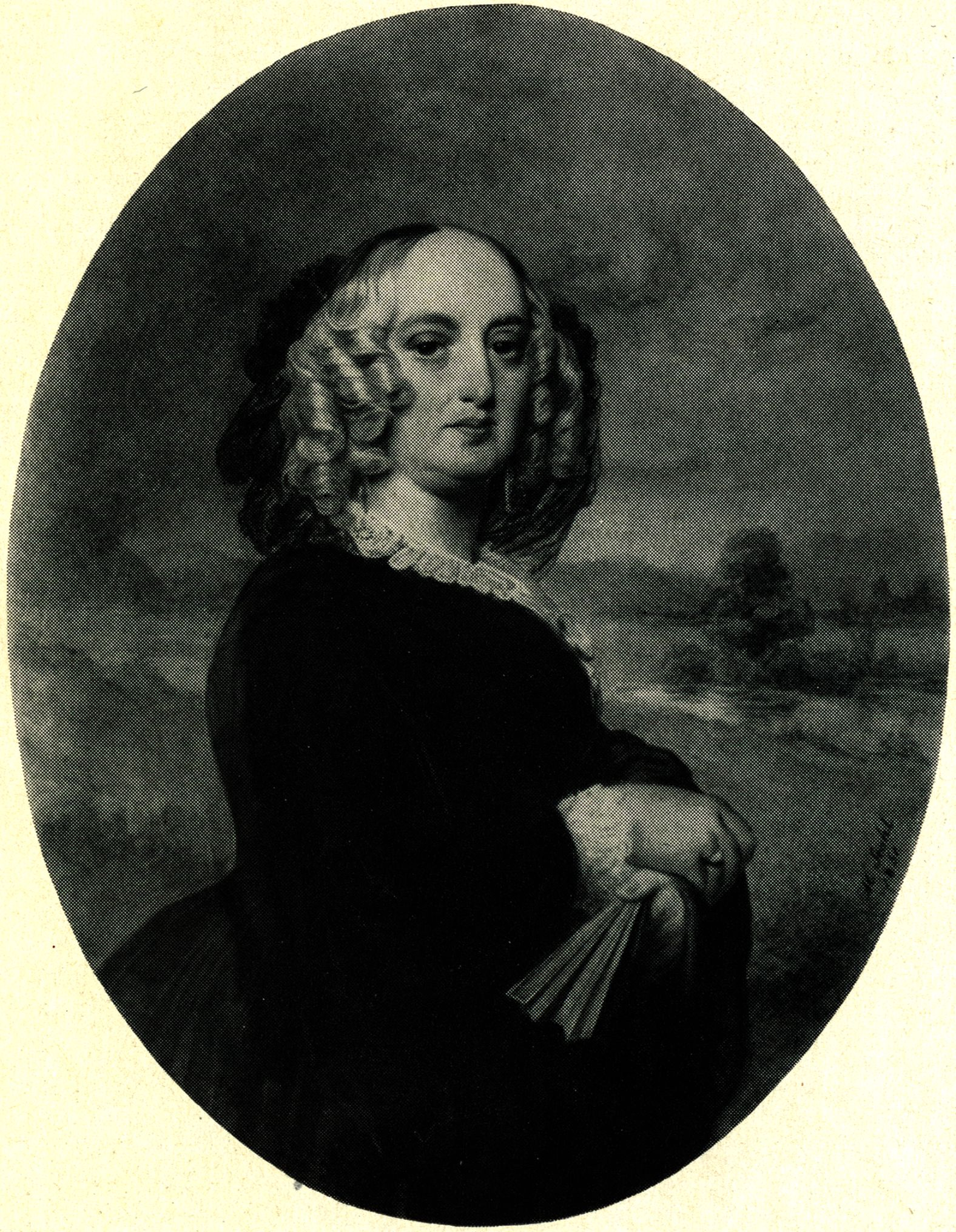
Fanny Lewald

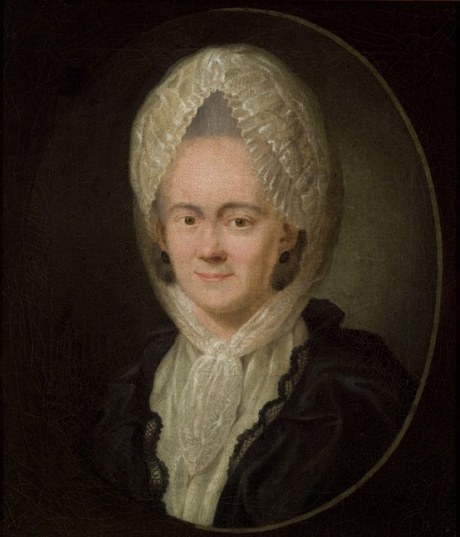
Sophie von La Roche

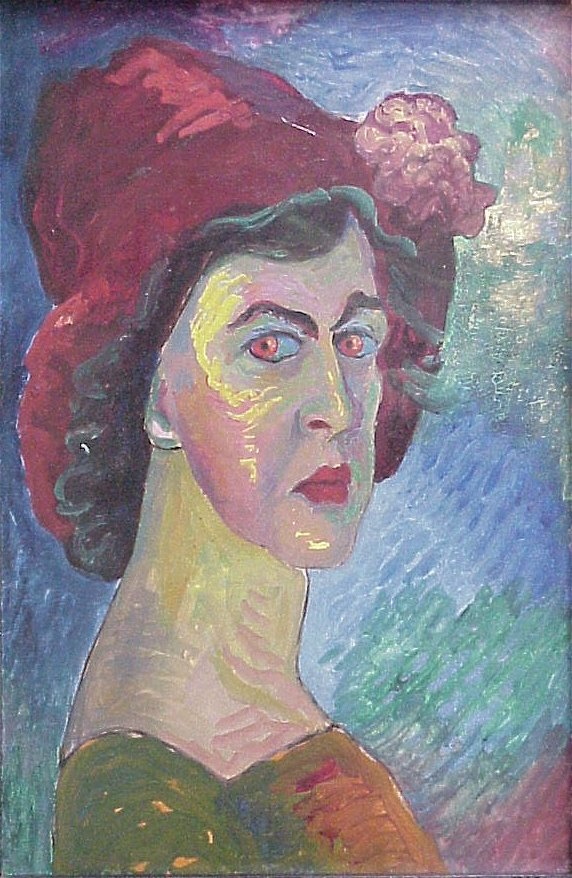
Marianne von Werefkin, Selbstbildnis 1910

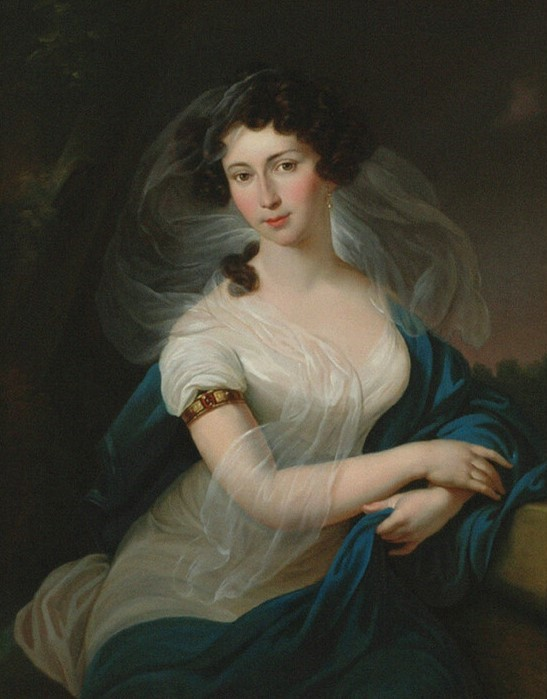
Fanny von Arnstein

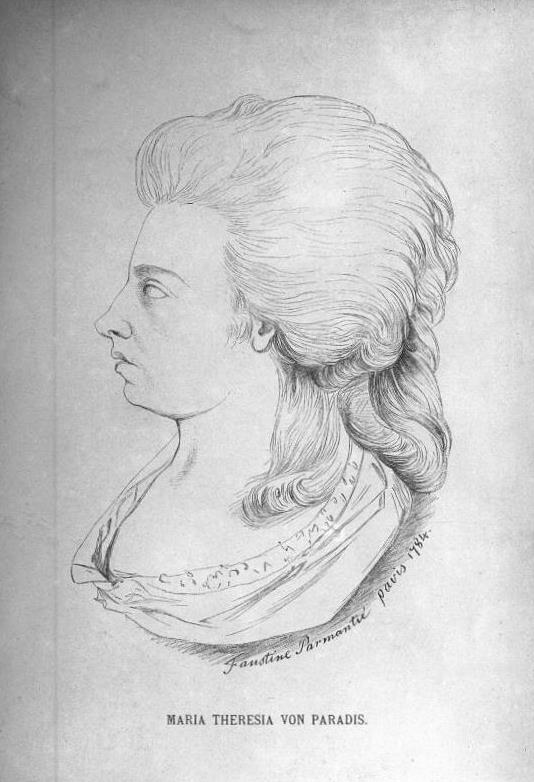
Maria Theresia Paradis, 1784

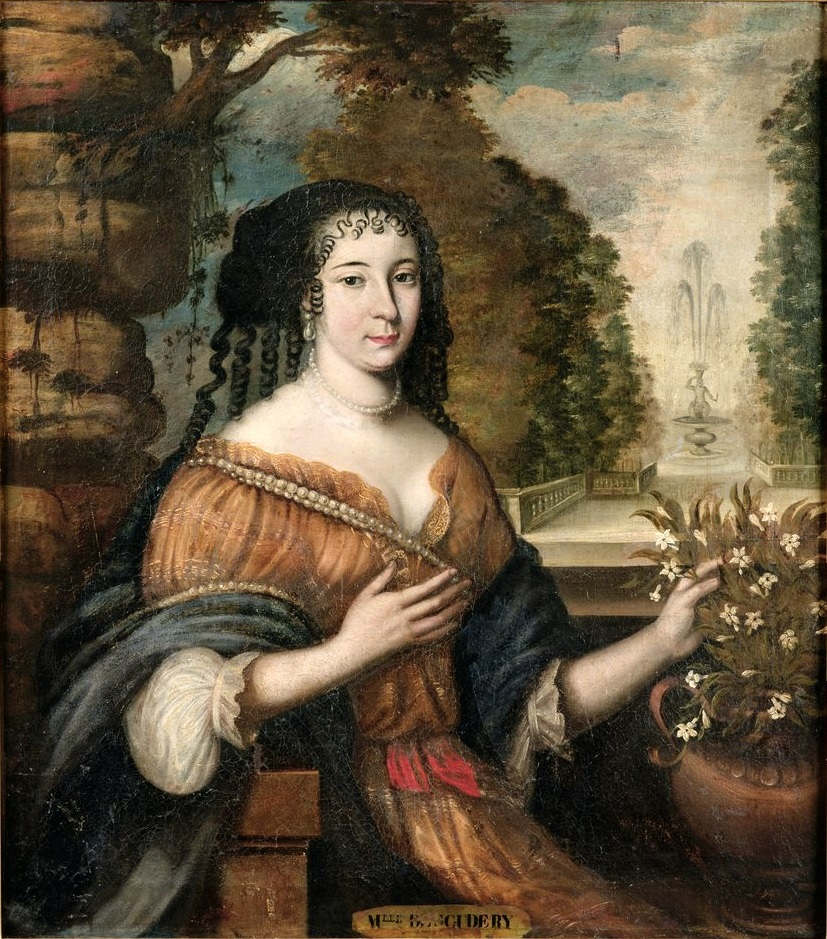
Madame de Scudery

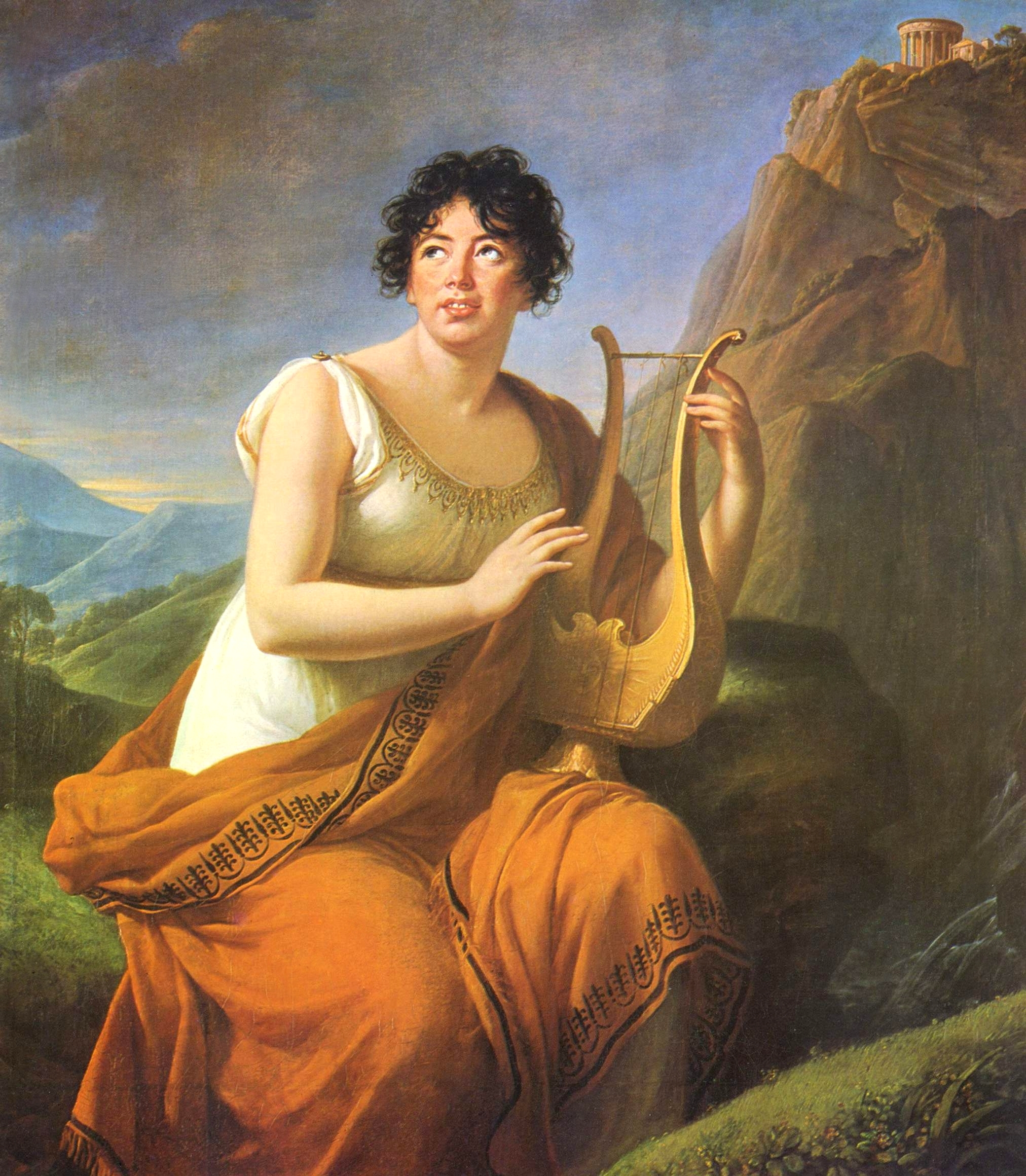
Porträt der Madame de Staël als Corinne (von Marie Louise Elisabeth Vigée-Lebrun)

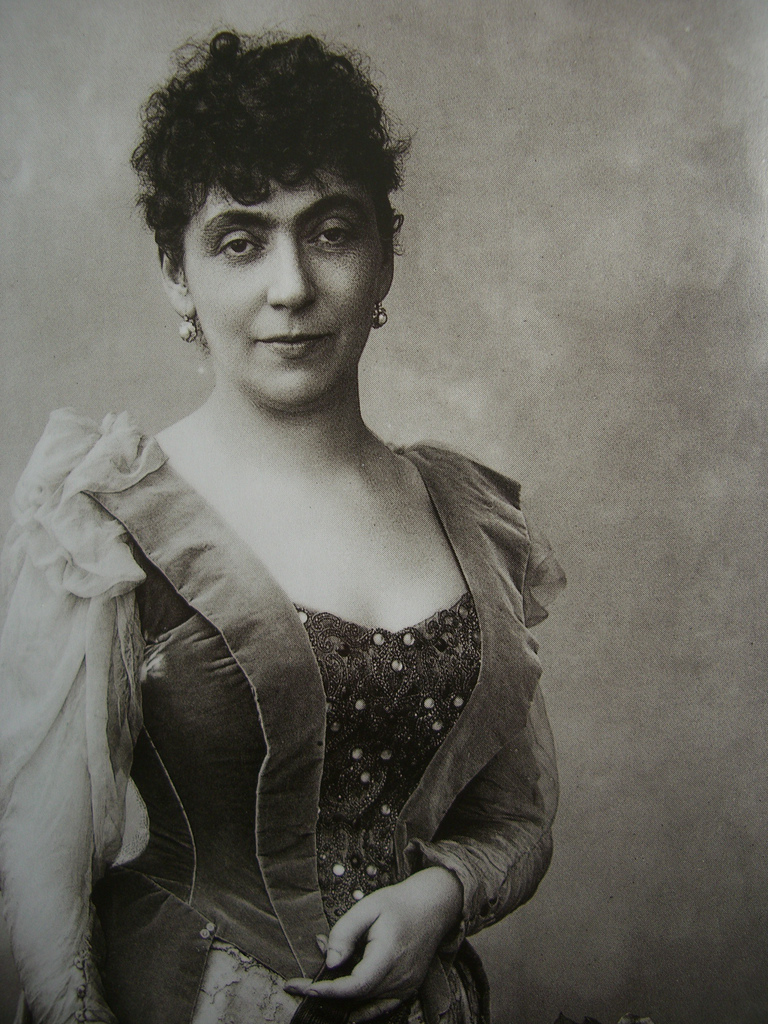
Madeleine Lemaire

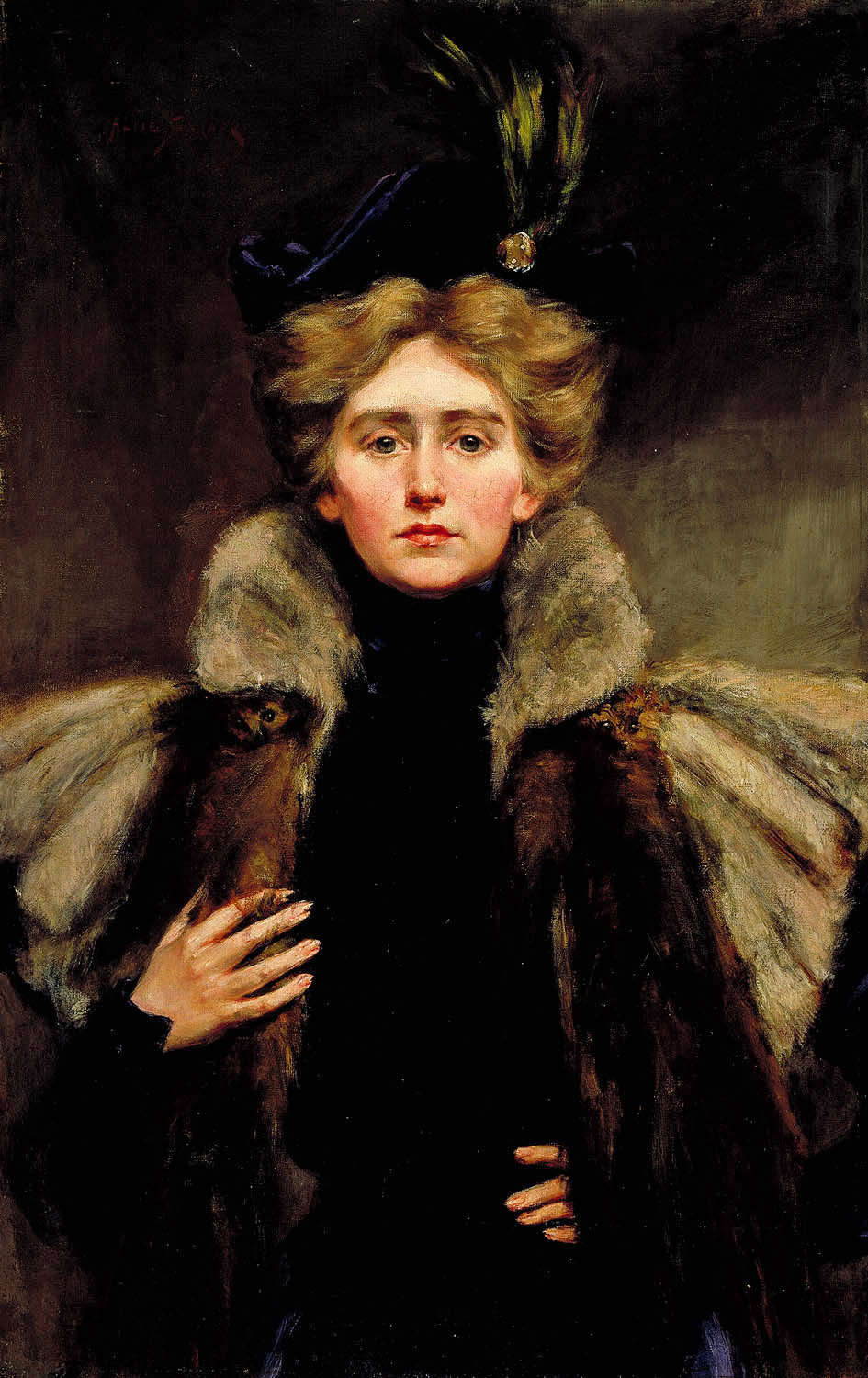
Natalie Barney

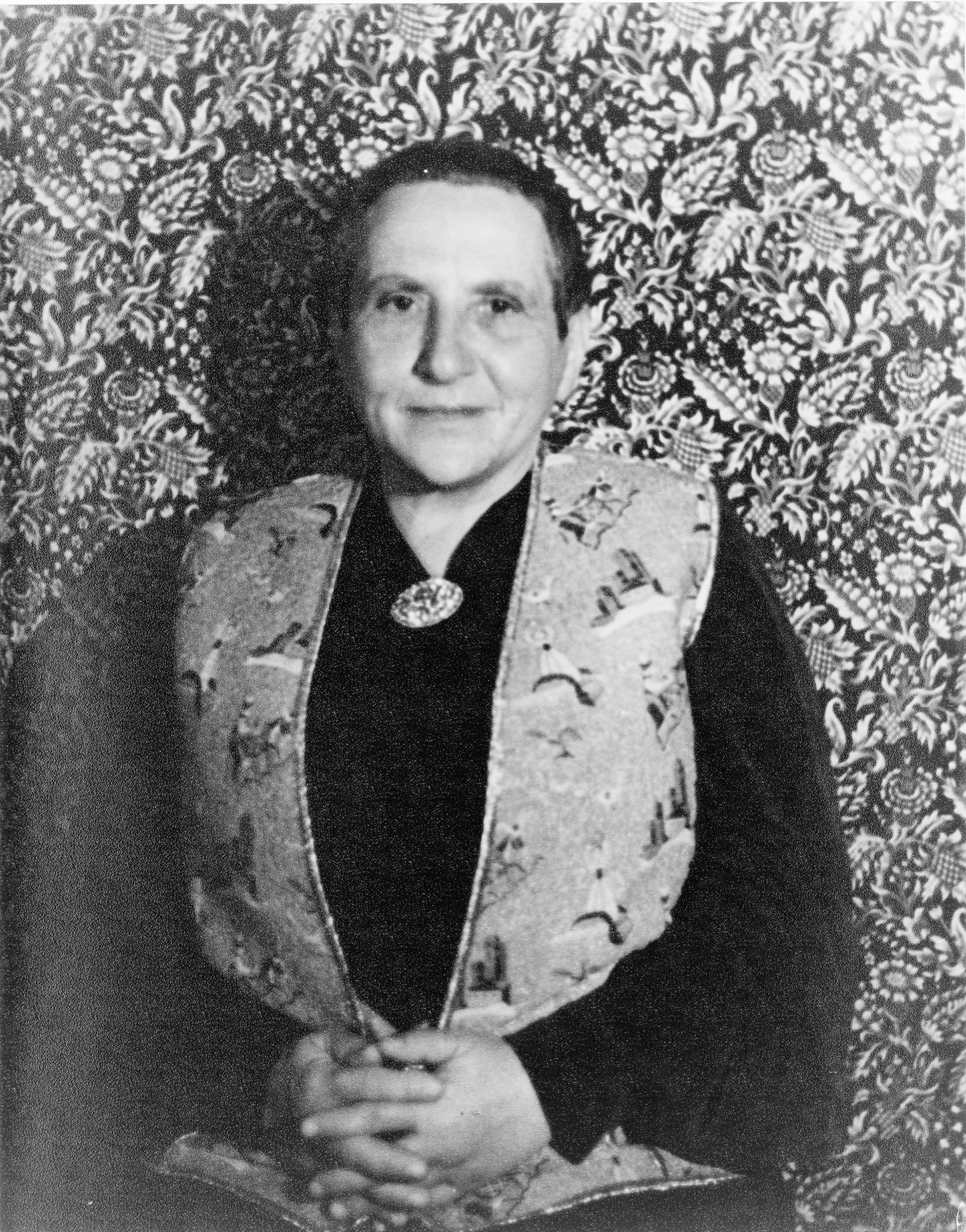
Gertrude Stein

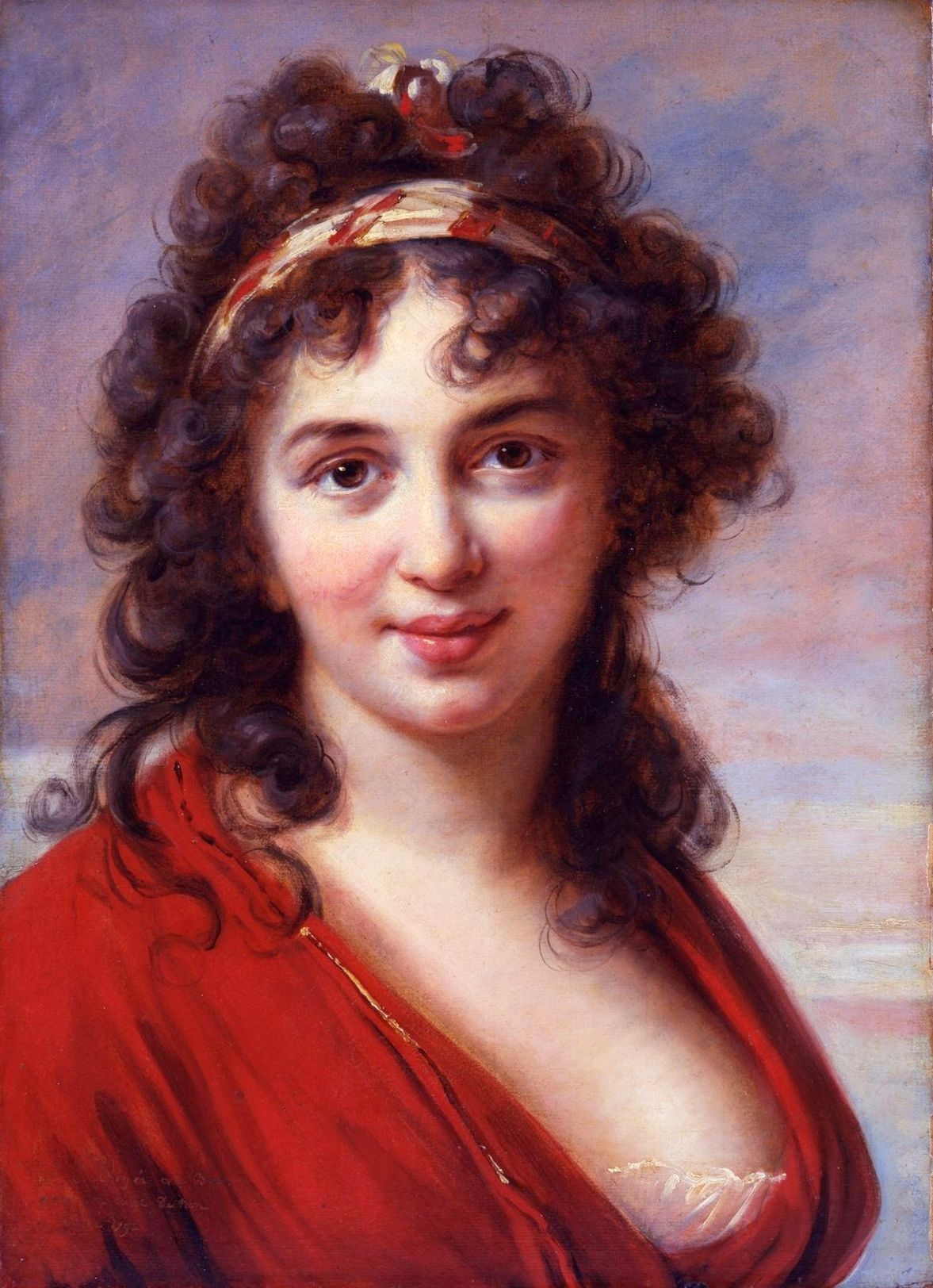
Isabella Teotochi Albrizzi

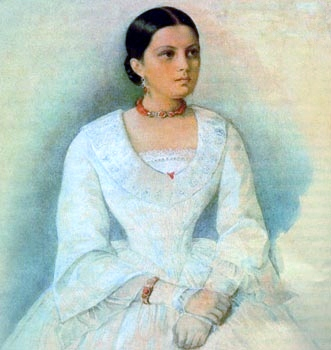
Awdotja Panajewa

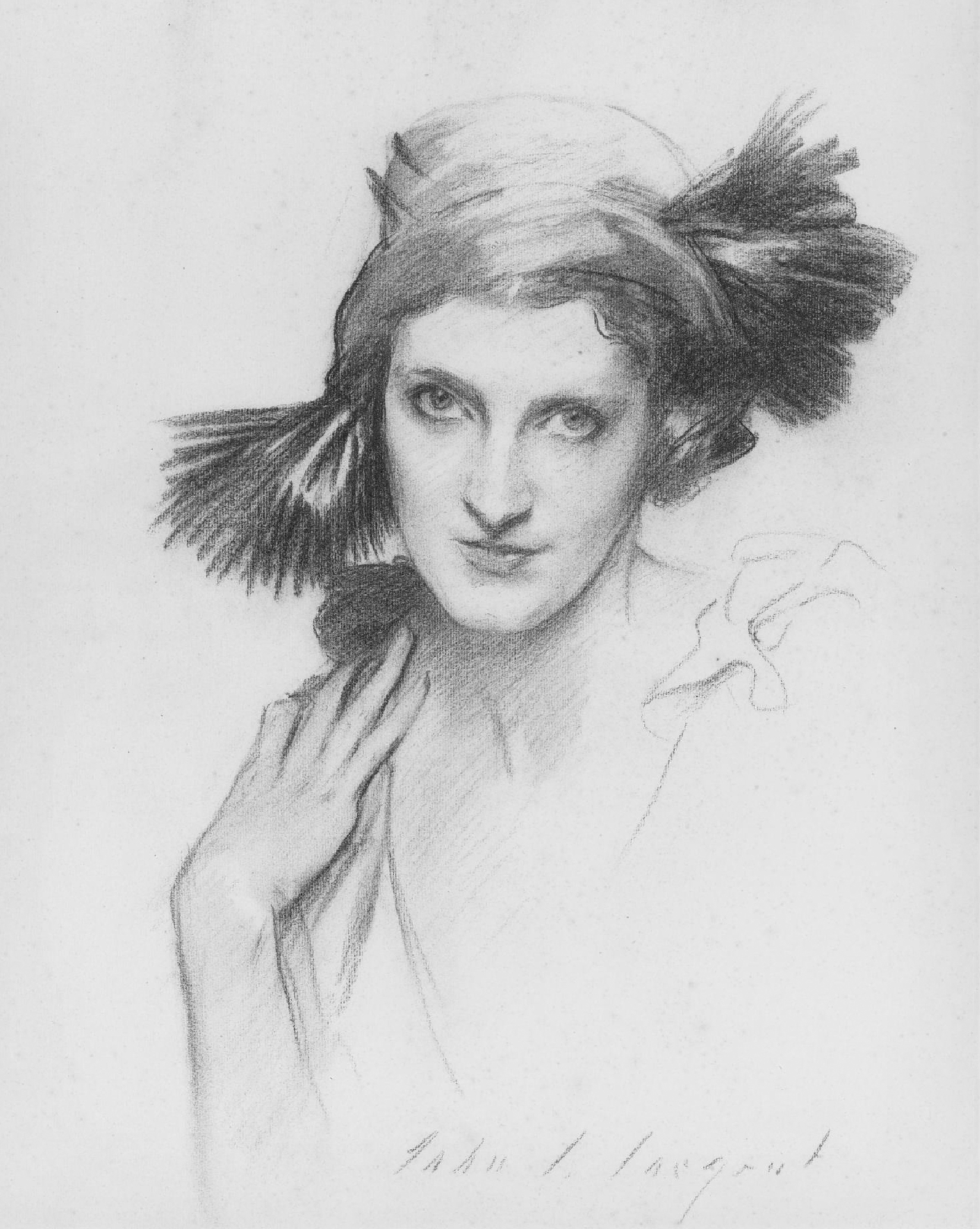
Mrs. Reginald (Daisy) Fellowes (von John Singer Sargent)

  - Amalie Henriette Caroline von Beguelin
  - Karoline Friederike von Berg
  - Carl und Felicie Bernstein
  - Marie von Bunsen
  - Henriette von Crayen
  - Johanna Dieffenbach
  - Rebecka Dirichlet
  - Viktoria von Dirksen
  - Regina Frohberg
  - Marie-Anne von Goldschmidt-Rothschild
  - Sophie Leopoldine Wilhelmine von Grotthuis
  - Anna von Helmholtz (Schwerpunkt: Wissenschaft)
  - Doppelsalon (Schwerpunkte: Naturwissenschaft bei Marcus Herz und Kultur und Philosophie bei Henriette Herz)
  - Elise von Hohenhausen
  - Elise Rüdiger, Gäste u. a. Annette von Droste-Hülshoff
  - Helene von Hülsen
  - Caroline von Humboldt
  - Amalie von Imhoff
  - Hartmut Fischer Juliettes Literatursalon
  - Marie von Kleist
  - Gisela Kurkhaus-Müller
  - Dorothea von Kurland
  - Helene von Lebbin
  - Sabine Lepsius
  - Sara Levy
  - Fanny Lewald
  - Ekkehard Maaß
  - Caroline de la Motte Fouqué
  - Helene von Nostitz
  - Hedwig von Olfers
  - Marie von Olfers
  - Maximiliane Gräfin von Oriola
  - Anna vom Rath
  - Luise von Radziwill
  - Marie von Radziwiłł
  - Cornelie Richter
  - Mathilde von Rohr
  - Sophie Sander
  - Marie von Schleinitz (die während ihrer dortigen Aufenthalte auch Salons in Sankt Petersburg und Paris betrieb; Schwerpunkt: Kunst und Musik)
  - Emma Siegmund
  - Emma Simon
  - Jette Solmar
  - Nicolaus Sombart
  - Hildegard von Spitzemberg (politischer Salon)
  - Elisabeth von Staegemann
  - Hetta Gräfin Treuberg (politischer Salon)
  - Rahel Varnhagen
  - Ernestine von Wildenbruch (politischer Salon)
- Bern
  - Julie Bondeli
- Bonn
  - Johanna Kinkel (musikalischer Salon)
  - Sibylle Mertens-Schaaffhausen (archäologisch-künstlerischer Salon)
- Dresden
  - Christian Gottfried Körner (als Gäste Literaten und Maler wie Friedrich Schiller, Heinrich von Kleist und Dora Stock)
- Düsseldorf
  - Sophie Hasenclever
  - Konstanze Petersmann
- Ehrenbreitstein
  - Sophie von La Roche
- Eisenach
  - Julie von Bechtolsheim
- Genf
  - Hélène de Gingins
- Graz
  - Marie Leopoldine Pachler-Koschak
- Gut Emkendorf
  - Friederike Juliane von Reventlow
- Hamburg
  - Elisabeth Campe
  - Charlotte Embden (Schwester Heinrich Heines)
  - Elise Reimarus
- Jena
  - Caroline Schelling
- Karlsruhe
  - Josephine Scheffel
- Kiel
  - Lotte Hegewisch
- Königsberg
  - Caroline von Keyserling
  - Johanna Motherby
- Leipzig
  - Henriette von Crayen
  - Lidy Steche
  - Henriette Voigt
  - Christiana Mariana von Ziegler
- Luzern
  - Anna Maria Rüttimann-Meyer von Schauensee
- Lübeck
  - Ida Boy-Ed
  - Dorothea von Rodde-Schlözer
- Mannheim
  - Helene Hecht
  - Bertha Hirsch
- Meran
  - Clara Schreiber
- München
  - Elsa Bernstein und Max Bernstein
  - Carry Brachvogel
  - Hugo Bruckmann und Elsa Bruckmann
  - Gaby Dos Santos (musikalisch-künstlerischer Jour fixe)
  - Hertha Koenig
  - Marianne von Werefkin
  - Therese von Bayern (naturwissenschaftlicher Salon)
- Münster
  - Amalie von Gallitzin (religiöser Salon; der Münstersche Kreis)
- Nordhausen
  - Julie Johanne Caroline von Saalfeld (Schwester von Wilhelm Gesenius) (religiöser Salon, Gast war u. a. Johann Hinrich Wichern)
- Prag
  - Sidonie Nádherná von Borutín
  - Berta Fanta
- Rügen
  - Charlotte von Kathen
- Stuttgart
  - „Hartmann-Reinbecksches Haus“
    - a) von Johann Georg Hartmann
    - b) von August von Hartmann (Sohn von a)
    - c) von Emilie Reinbeck, geb. Hartmann (Gattin von d)
    - d) von Georg von Reinbeck (Schwiegersohn von b)

  - Emilie Vollmöller
- Weimar
  - Anna Amalia von Sachsen-Weimar-Eisenach
  - Johanna Schopenhauer, Mutter von Arthur Schopenhauer und Adele Schopenhauer, Gast war u. a. Johann Wolfgang von Goethe
  - Henriette von Schorn
  - Caroline von Wolzogen
- Wien
  - Fanny von Arnstein
  - Eleonora Fugger von Babenhausen
  - Rosa von Gerold
  - Henriette von Pereira-Arnstein
  - Gina Kaus
  - Marie Lang
  - Eleonore von Liechtenstein
  - Lina Loos
  - Alma Mahler-Werfel
  - Anna Mahler
  - Elisabeth von Matt (philosophisch-literarischer Salon)
  - Wilhelmine Dorothee von der Marwitz
  - Pauline von Metternich
  - Maria Theresia Paradis (musikalischer Salon)
  - Caroline Pichler
  - Nannette Streicher (musikalischer Salon)
  - Sophie von Todesco im monumentalen Palais Todesco
  - Josephine von Wertheimstein
  - Grete Wiesenthal
  - Eugenie Schwarzwald
  - Berta Zuckerkandl
- Zürich
  - Barbara Schulthess
- Luxemburg
  - Aline Mayrisch

### Französischsprachiger Raum
- 17. Jahrhundert (siehe auch der Artikel Preziosität):
  - Mme d’Aulnoy
  - Anne-Thérèse de Marguenat de Courcelles
  - Marion Delorme
  - Marguerite Hessein de La Sablière
  - Ninon de Lenclos
  - Mademoiselle de Montpensier
  - Madeleine de Scudéry
  - Madeleine de Souvré
  - Catherine de Vivonne, Marquise de Rambouillet mit ihrem Hotel de Rambouillet
- 18. Jahrhundert:
  - Sophie Arnould
  - Sophie Lalive de Bellegarde
  - Elisa Bonaparte
  - Émilie du Châtelet
  - Madame du Deffand
  - Marie Anne Doublet
  - Madame Claude Dupin
  - Claire de Duras
  - Marie Duronceray
  - Madame d’Épinay
  - Madame Geoffrin
  - Françoise de Graffigny
  - Catherine Grand
  - Madame Helvétius
  - Julie de Lespinasse
  - Marquise de Lambert
  - Elżbieta Izabela Lubomirska
  - Marschallin de Luxembourg
  - Duchesse du Maine
  - Madame Necker
  - Juliette Récamier
  - Madame Roland
  - Françoise Eléonore Dejean de Manville, Comtesse de Sabran
  - Madame de Staël
  - Madame de Tencin
- 19. Jahrhundert:
  - Juliette Adam
  - Marie d’Agoult
  - Alice Pike Barney
  - Hortense de Beauharnais
  - Fanny de Beauharnais
  - Valtesse de la Bigne
  - Mathilde Bonaparte
  - Thérésia Cabarrus
  - Marguerite Charpentier
  - Mary Anne Clarke
  - Louise Colet
  - Alphonse Daudet
  - Marie-Anne Detourbay (comtesse de Loynes)
  - Hélène de Gingins
  - Geneviève Halévy
  - Marie Anne Pierrete Paulze Lavoisier
  - Madeleine Lemaire
  - Auguste Léo
  - Dorothea von Lieven (geb. von Benckendorff)
  - Léontine Lippmann
  - Stéphane Mallarmé
  - Elise de Perthuis
  - Café de Procope
  - Mélanie Renouard de Bussière
  - George Sand
- 20. Jahrhundert:
  - Natalie Clifford Barney
  - Élisabeth de Riquet de Caraman
  - Groupe des Six
  - Misia Sert
  - Gertrude Stein
  - Louise de Vilmorin

### Englische Salons und Kaffeehäuser
- Sarah Austin, Queen Square (Westminster)
- Bloomsbury Group
- Mary Boyle, Countess of Cork and Orrery
- Button’s Coffee-house, London
- Jane Welsh Carlyle
- Georgiana Cavendish, Duchess of Devonshire
- The Grecian, London
- Hortensia Mancini, London
- Elizabeth Montagu
- Will’s Coffee-house, London

### Italienische Salons
- Isabella Albrizzi-Teotochi
- Casa Buti
- Giustina Renier Michiel
- Sarra Copia Sullam
- Cristina Trivulzio Belgiojoso
- Giustiniana Wynne

### Polnische Salons
- Donnerstagmittagessen
- Izabela Czartoryska

### Russische Salons
- Awdotja Jakowlewna Panajewa

### Schwedische Salons
- Sophia Brenner
- Anna Maria Lenngren
- Hedvig Charlotta Nordenflycht

### Slowenische Salons
- Marija Kessler

### Spanische Salons
- Maria del Pilar Teresa Cayetana de Silva y Álvarez de Toledo

### US-amerikanische Salons
- Annie Adams Fields
- Georgia Douglas Johnson

### Weitere Salons
- Ludmilla Assing
- Axel Brauns
- Out el-Kouloub
- Daisy Fellowes
- Martin Jankowski (der „Literatursalon am Kollwitzplatz“ für die Literaturzeitschrift ndl)
- Malwida von Meysenbug
- Charles Nodier

## Dokumentation
- Die Erfinderinnen des Salons. Ursprünge der Frauenemanzipation. Regie: Carole Wrona, ARTE F, Frankreich, 53 Minuten, 2020